# 美国国土安全部长
美國國土安全部長（英語：United States Secretary of Homeland Security）是美國國土安全部的首长，负责保护美国本土和美国公民的安全。部长是總統内阁的成員之一。國土安全部長這個職位在因九一一襲擊事件而草擬的國土安全法於2003年6月生效後成立。這個新成立部門的轄下機構主要轉移自其他原有的部門，其中包括海岸防衛隊、聯邦保護局、海關及邊境保衛局（包括邊境巡邏）、特勤局以及緊急事務管理署。但是，联邦调查局和中央情報局並非屬於國土安全部。

## 職責
国土安全部长的職責為統領国土安全部，以及其轄下22个不同的联邦部门和机构。国土安全部的職責為确保美國領土，以及美國人民生命的安全，並灵活地应对恐怖主义和其他危险。而国土安全部的关键概念分別為安全、韧性以及风俗和交流。

## 总统继任
基本上，一個部長的總統繼任順序是由内阁职位的创建次序決定的，而所有部長的順序都在副總統、眾議院議長、參議院臨時議長和國務卿之下。這個順序都是根據美國法典第3编 § 第19節排列的。而根據這個順序，美國國土安全部長的總統繼任順序為第18位，也就是最後一位。

## 美國國土安全部長列表
在國土安全部長一職設立前，部長是總統国土安全办公室的一個助理。
黨派
  民主党
  共和党
  無黨籍
狀態
| 任屆 | 肖像              | 姓名                                             | 居住地       | 上任           | 卸任           | 總統 | 總統          |
| ---- | ----------------- | ------------------------------------------------ | ------------ | -------------- | -------------- | ---- | ------------- |
| 1    | 汤姆·里奇         | 汤姆·里奇 Tom Ridge (1945-)                      | 宾夕法尼亚州 | 2003年1月24日  | 2005年1月31日  |      | 乔治·W·布什   |
| –    | 詹姆斯·洛伊       | 詹姆斯·M·洛伊 James Loy (1942-)                  | 宾夕法尼亚州 | 2005年2月1日   | 2005年2月14日  |      | 乔治·W·布什   |
| 2    | 迈克尔·切尔托夫   | 迈克尔·切尔托夫 Michael Chertoff (1953-)         | 新泽西州     | 2005年2月15日  | 2009年1月20日  |      | 乔治·W·布什   |
| 3    | 珍妮特·納波利塔諾 | 珍妮特·納波利塔諾 Janet Napolitano (1957-)       | 亚利桑那州   | 2009年1月21日  | 2013年9月5日   |      | 巴拉克·奥巴马 |
| –    | Rand Beers        | 蘭德·貝爾斯 Rand Beers (1942-)                   | 華盛頓特區   | 2013年9月6日   | 2013年12月15日 |      | 巴拉克·奥巴马 |
| 4    | Jeh Johnson       | 傑伊·強生 Jeh Johnson (1957-)                    | 紐澤西州     | 2013年12月16日 | 2017年1月19日  |      | 巴拉克·奥巴马 |
| 5    | John F. Kelly     | 約翰·F·凱利 John Francis Kelly (1950-)           | 麻薩諸塞州   | 2017年1月20日  | 2017年7月31日  |      | 唐納·川普     |
| –    | Elaine Duke       | 伊萊恩·杜克 Elaine Duke (1958-)                  | 俄亥俄州     | 2017年8月1日   | 2017年12月5日  |      | 唐納·川普     |
| 6    | Kirstjen Neilsen  | 基尔斯琴·尼尔森 Kirstjen Neilsen (1972-)         | 佛羅里達州   | 2017年12月6日  | 2019年4月10日  |      | 唐納·川普     |
| –    | Kevin McAleenan   | 凯文·麦卡利南 Kevin McAleenan (1971-)            | 加利福尼亚州 | 2019年4月11日  | 2019年11月12日 |      | 唐納·川普     |
| –    | Chad Wolf         | 查德·沃爾夫 Chad Wolf (1976-)                    | 維吉尼亞州   | 2019年11月13日 | 2021年1月10日  |      | 唐納·川普     |
| –    | Chad Wolf         | 彼得·T·盖诺 Pete Gaynor (1958-)                  | 新澤西州     | 2021年1月11日  | 2021年1月19日  |      | 唐納·川普     |
| –    | Chad Wolf         | 戴維·佩科斯基 David Pekoske (1955-)              | 康乃狄克州   | 2021年1月20日  | 2021年2月1日   |      | 乔·拜登       |
| 7    | Chad Wolf         | 亚历杭德罗·马约尔卡斯 Alejandro Mayorkas (1959-) | 古巴哈瓦那   | 2021年2月2日   | 2025年1月20日  |      | 乔·拜登       |
| -    |                   | 本杰明·霍夫曼 Benjamine C. Huffman               |              | 2025年1月20日  | 2025年1月25日  |      | 唐納·川普     |
| 8    |                   | 克丽丝蒂·诺姆 Kristi Noem (1971-)                | 南達科他州   | 2025年1月25日  | 現任           |      | 唐納·川普     |

## 部長继任
一旦國土安全部長離開其職務，將由国土安全部副部长，依以下的順序依序遞補。
1. 国土安全部副部长
2. 国土安全部全國防護與計畫處處長
3. 国土安全部管理處處長
4. 国土安全部助理副部長（政策）
5. 国土安全部科學與科技處處長
6. 国土安全部法務長
7. 国土安全部助理副部長（運輸安全管理局）
8. 联邦紧急事务管理署署長
9. 海關及邊境保衛局局長
10. 国土安全部助理副部长（移民及海關執法局）
11. 公民及移民服务局局長
12. 國土安全部财务長
13. 联邦紧急事务管理署第五区域管理员
14. 联邦紧急事务管理署第六区域管理员
15. 联邦紧急事务管理署第七区域管理员
16. 联邦紧急事务管理署第九区域管理员
17. 联邦紧急事务管理署第一区域管理员